# Lucy Gallardo
Lucía Elida Cardarelli (Buenos Aires, 13 de diciembre de 1929-Los Ángeles, 11 de agosto de 2012), conocida como Lucy Gallardo, fue una actriz argentina. Desarrolló la gran mayoría de su carrera en México.

## Biografía y carrera
Nació en Buenos Aires. Se inició como actriz en su país natal con las películas Todo un héroe y Ángeles sin uniforme, las dos de 1949. Después de viajar a México en 1950, contrajo matrimonio con el actor argentino Luis Aldás, el cual terminó en divorcio. Poco después conoció al destacado actor de origen español Enrique Rambal, se enamoraron y se casaron en 1952, procreando una hija, la también actriz Rebeca Rambal.
Su primera película en México fue De carne somos en 1955. A partir de allí desarrolló una destacada carrera como actriz de cine, teatro y televisión. En su filmografía se encuentran películas como ¿Con quién andan nuestras hijas?, Bambalinas, El ángel exterminador (dirigida por Luis Buñuel), El día de la boda, Juegos de alcoba, La bestia acorralada y Maten al león. También participó en diversas telenovelas como Mi esposa se divorcia, La casa de las fieras, El amor tiene cara de mujer, El milagro de vivir, Juegos del destino y Sí, mi amor entre otras.
Su último trabajo en televisión fue como protagonista en la telenovela Cautiva en 1986, alternando con Julio Alemán. Participó en una película más: La pandilla infernal en 1987, antes de dejar México y radicarse junto a su hija Rebeca en Los Ángeles, Estados Unidos en 1986. Allí, madre e hija trabajaron en la película Crimen en Los Ángeles, y poco después, Gallardo viajó a Buenos Aires para la producción de su novela La extraña dama. También escribió Cosecharás tu siembra durante su estancia en Argentina antes de volver a California. 
Durante la década de los noventa, madre e hija trabajaron como presentadoras en el extinto canal Gems en Miami, Florida.
En 2003, regresó a la actuación en la telenovela estadounidense Te amaré en silencio, protagonizada por Eduardo Yáñez.
En los últimos años se dedicó a la escritura y a realizar actuaciones esporádicas en cine y televisión, incluyendo la película How The García Girls Spent Their Summer. 

### Muerte
El 11 de agosto de 2012, Gallardo falleció en Los Ángeles, Estados Unidos, a los 82 años de edad, a causa de una enfermedad pulmonar obstructiva crónica. De acuerdo a su hija Rebeca Rambal, la actriz solicitó que no le hicieran funeral y que su cuerpo fuera cremado; en consecuencia a lo anterior, sus cenizas permanecieron en Los Ángeles, ciudad en la que residió los últimos años de su vida. El paradero final de las mismas es desconocido.

## Filmografía

### Cine
- How the Garcia Girls Spent Their Summer (2005) .... Doña Genoveva
- 30 Days Until I'm Famous (2002) .... La abuela
- Crimen en Los Angeles (1988)
- La pandilla infernal (1987)
- Crimen de ocasión (1985)
- Escuela de placer (1984)
- Corrupción (1983)
- Silencio asesino (1983)
- Buenas y con movidas (1983)
- Aborto: Canto a la vida (1983)
- Los renglones torcidos de Dios (1983)
- La contrabandista (1982)
- Allá en la plaza Garibaldi (1981)
- Burlesque (1980)
- Maten al león (1975) .... Ángela Berriozabál
- La bestia acorralada (1974)
- El amor tiene cara de mujer (1973) .... Lucy Scala
- Santo contra la hija de Frankenstein (1971)
- El sinvergüenza (1971)
- La primavera de los escorpiones (1971)
- Elena y Raquel (1971) .... Lucía Domínguez, madre de Elena
- Buscando una sonrisa (1970)
- OK Cleopatra (1970)
- La hermana Trinquete (1970) .... Madre Superiora
- Juegos de alcoba (1969)
- La rebelión de las hijas (1969)
- Las fieras (1969)
- Cuernos debajo de la cama (1969)
- El amor de María Isabel (1968)
- Los adolescentes (1968)
- El mundo de los aviones (1968)
- Paula (1968)
- El día de la boda (1967)
- Réquiem por un canalla (1966)
- Cuando el diablo sopla (1965)
- Qué hombre tan sin embargo (1965)
- Los hijos que yo soñé (1965)
- La juventud se impone (1964)
- El ángel exterminador (1962) .... Lucía de Nobile
- Mi esposa me comprende (1959)
- El caso de una adolescente (1958)
- Un vago sin oficio (1958)
- Ay... Calypso no te rajes! (1958)
- Los mujeriegos (1958)
- Desnúdate, Lucrecia (1958)
- Bambalinas (1957)
- ¡Aquí están los Aguilares! (1957)
- ¿Con quién andan nuestras hijas? (1956) .... Luisa, madre de Cristina
- De carne somos (1955)
- Ángeles de uniforme (1949)
- Todo un héroe (1949)

### Televisión
- Te amaré en silencio (2002) .... Ofelia
- Cautiva (1986) .... Amanda Arellano
- Sí, mi amor (1984-1985) .... Sra. Margot Williams
- Juegos del destino (1981-1982) .... Doña Rosario de Morantes
- Lágrimas negras (1979)
- El milagro de vivir (1975-1976) .... Lucía
- Extraño en su pueblo (1973-1974) .... Juana
- El amor tiene cara de mujer (1971-1973) .... Lucy Escala
- De turno con la angustia (1969)
- La casa de las fieras (1967)
- Deborah (1967)
- Mi mujer y yo (1963)
- Mi esposa se divorcia (1959)